# Dexter Westbrook
Dexter Westbrook (1943) è un ex cestista statunitense, professionista nella ABA.

## Carriera
Venne selezionato dai Baltimore Bullets al quinto giro del Draft NBA 1967 (44ª scelta assoluta).